# Тајна у њиховим очима
Тајна у њиховим очима (шп. El secreto de sus ojos) је аргентински криминалистички драмски филм из 2009. године, режисера, сценаристе, продуцента и монтажера Хуана Хосеа Кампанеле, заснован на роману Питање у њиховим очима Едуарда Сачерија, који је такође коаутор сценарија. Филм је рађен у заједничкој продукцији аргентинских и шпанских компанија.
Користећи нелинеарни наратив, филм прати службеника у правосуђу и његову шефицу, правну службеницу, 1974. године, које играју Рикардо Дарин и Соледад Виљамил, који истражују случај силовања и убиства, док такође прате ове ликове 25 година касније када се присећају случаја.
Филм је добио награде и у Холивуду и у Шпанији, међу којима се нарочито истиче Оскар за најбољи филм на страном језику, чиме је Аргентина, заједно са филмом Службена верзија из 1985. године, постала прва земља у Латинској Америци која је два пута освојила ову награду. Три недеље пре тога, освојио је награду Гоја за најбољи страни филм на шпанском језику. У време објављивања, постао је други филм са највећом зарадом у историји Аргентине, а успешнији је био само Назарено Круз и вук из 1975. године.
Међународни критичари су 2016. године сврстали овај филм на 91. место BBC-јеве листе 100 најбољих филмова 21. века.

## Радња
У јуну 1974, правосудни агент Бенхамин Еспосито истражује силовање и убиство Лилијане Колото де Моралес. Еспосито обећава њеном мужу Рикарду да ће пронаћи убицу и да ће га осудити на доживотну робију. Еспоситу помажу његов партнер алкохоличар Пабло Сандовал и нова шефица његовог одељења Ирене Менендез-Хестингс. Романо, Еспоситов ривал, оптужује двојицу имигрантских радника за убиство, што наљути Еспосита када открије да су обојица били мучени да би признали злочин који нису починили.
Еспосито проналази траг док гледа старе фотографије Лилијане, које му је Рикардо дао: на многим од њих је мушкарац, идентификован као Исидоро Гомез, који сумњичаво гледа у њу. Еспосито и Сандовал се ушуњају у кућу Гомезове мајке у Чивилкоју. Током провале, проналазе нека Гомезова писма његовој мајци. Сандовал их краде, што Еспосито сазнаје након повратка у Буенос Ајрес. Њихова „посета” само им ствара проблеме са вишим функционерима, а они не могу да пронађу никакав доказ у писмима. Гомез је још увек на слободи због неопрезног телефонског позива од Рикарда Гомезовој мајци, у очајничкој потрази за убицом своје жене. На крају, случај бива затворен.
Године 1975, Еспосито проналази Рикарда на железничкој станици у Ретиру и открива да је покушавао да пронађе Гомеза на више станица. Еспосито убеђује Ирене да поново отвори истрагу. У међувремену, док се опија у бару, Сандовал долази до открића: његов познаник идентификује неколико имена на писмима – наизглед неповезана – као фудбалере Расинга. Након што су га идентификовали као обожаватеља Расинга, Еспосито и Сандовал присуствују утакмици између Расинга и Хуракана, у нади да ће пронаћи Гомеза.
Док држе на оку публику на стадиону, Еспосито и Сандовал лоцирају Гомеза међу публиком, али изненадни погодак изазива галаму и омогућава Гомезу да побегне. Уследи потера, а Гомеза хвата обезбеђење на стадиону током упада на терен. Еспосито и Ирене га затим противзаконито провоцирају на испитивању, те она успева да га натера да призна, након што га је назвала физички слабим и напала његову мушкост. Гомез је осуђен, али Романо га вади из затвора месец дана касније како би се осветио Еспоситу и унајмио га као плаћеног убицу за десничарску фракцију Перонистичке партије. Еспосито и Ирене покушавају да исправе ово, али их зауставља Романова интервенција. Еспосито обавештава Рикарда да убица његове жене никада неће отићи у затвор.
Недељама касније, Сандовал се потуче у бару, због чега га Еспосито одведе у његов стан и доводи његову жену. Проналазе врата отворена, његове слике преврнуте и Сандовала убијеног. Еспосито убрзо закључује да су Гомез или Романо послали убице за њим, али Сандовал се лажно представио како би заштитио свог пријатеља. У страху за свој живот, Еспосито наредних 10 година живи у провинцији Хухуј са Ирениним рођацима. Еспосито се враћа у Буенос Ајрес 1985. и открива да је Гомез нестао, а да је Ирене удата са двоје деце.
Године 1999, Еспосито покушава да извуче смисао из овог случаја и посећује Рикарда, који се 1975. преселио у изоловану викендицу у руралној области у провинцији Буенос Ајрес. Рикардо губи контролу када га Еспосито пита како се носио са смрћу своје жене и неправедним окончањем истраге пошто Гомез никада више није виђен након што је постао део обезбеђења Изабеле Перон. Рикардо каже Еспоситу да је киднаповао и убио Гомеза годинама раније. Еспосито одлази, али присећајући се да Рикардо није желео лаку смрт за Гомеза пре неколико деценија, шуња се назад у Рикардову кућу, где затиче Рикарда како даје храну Гомезу, кога је Рикардо држао затвореног 25 година, током којих није уопште разговарао са њим. Гомез угледа Еспосита и моли га за људски контакт. Рикардо каже Еспоситу да му је обећао „доживотну робију”, и Еспосито одлази.
У Буенос Ајресу, Еспосито први пут посећује Сандовалов гроб. Затим одлази у Иренину канцеларију, спреман да јој призна љубав, нешто што је она одувек очекивала. Осмехујући се, она му говори да затвори врата.

## Улоге
| Глумац           | Улога                   |
| ---------------- | ----------------------- |
| Рикардо Дарин    | Бенхамин Еспосито       |
| Соледад Виљамил  | Ирене Менендез-Хестингс |
| Пабло Раго       | Рикардо Моралес         |
| Хавијер Годино   | Исидоро Гомез           |
| Гиљермо Франсеља | Пабло Сандовал          |
| Марио Аларкон    | судија Фортуна          |
| Маријано Аргенто | Романо                  |
| Хосе Луис Ђоија  | инспектор Баез          |
| Карла Кеведо     | Лилијана Колото         |

## Историјски и политички контекст
Радња филма повезује ликове са политичком ситуацијом у Аргентини у два различита временска периода: 1975. и 1999. године. Главни догађаји одвијају се 1975. године, годину дана пре почетка последње аргентинске цивилно-војне диктатуре (1976−1983); последња година председавања Изабеле Перон доживела је велика политичка превирања, како левичарског насиља, тако и терористичких организација које је спонзорисала држава, посебно у рукама Аргентинске антикомунистичке алијансе (познате као Троструко А или ААА), екстремно десничарског одреда смрти основаног 1973. и посебно активног у време владавине Перонове (1974–1976). Војни удар 1976. године покренуо је такозвани „Прљави рат”, што је наговештено у лику Исидора Гомеза и његовој заштити од стране владе због његовог помагања тој администрацији и њеном правосудном систему да пронађу (и касније убију) левичарске активисте и милитанте или чланове гериле. Процес националне реорганизације током диктатуре био је период од више од седам година (1976−1983) обележен распрострањеним кршењима људских права. Тероризам војне хунте који је спонзорисала држава створио је климу насиља са хиљадама жртава, а захватао је левичарске активисте и милитанте, интелектуалце, уметнике, синдикалисте, средњошколце, студенте, новинаре, марксисте, перонистичке герилце и наводне симпатизере и једног и другог.
Процењује се да су око 10.000 несталих били герилци Монтонероса, најстарије герилске организације, која је почела да делује 1970. године, и Народне револуционарне армије. Иако је у том периоду било присутно левичарско насиље, углавном од стране Монтонероса, већина жртава су били ненаоружани цивили, а герилци су истребљени до 1979. док је диктатура вршила своје злочине до изласка са власти. Након пораза у Фолкландском рату, хунта је расписала изборе 1983. године. Национална комисија за нестанак лица првобитно је проценила да је око 13.000 особа нестало. Садашње процене за број људи који су убијени или нестали крећу се од 9.089 до преко 30.000. Сама војска је известила да је убила 22.000 људи у разговору са чилеанском обавештајном службом 1978. године, док су Мајке и Баке са Плаза де Мајоа, које су најважније организације за људска права у Аргентини, одувек заједно сматрале да је број несталих недвосмислено 30.000.
Од 1983. Аргентина је задржала демократију као свој владајући систем: те године Раул Алфонсин је изабран за председника и убрзо се изјаснио против употребе мучења и одреда смрти од стране аргентинске хунте који су одводили „нестале” и убијали их, скривајући њихова тела на непознатим локацијама. На функцији, Алфонсин је почео да кажњава полицију и војнике који су били одговорни за хиљаде мртвих у такозваном „Прљавом рату”. До 1985. године влада је промовисала суђење хунтама, које је кривично гонило и осудило људе који су били на врху војне хијерархије током последње диктатуре у земљи, не гонећи друге војнике и цивиле који су такође били одговорни за злочине у том периоду.
Други приказани период је 1999, током последњих дана администрације Карлоса Менема. За то време, национални закони познати као Закон „тачке” (шп. Ley de Punto Final) и Закон „послушности” (шп. Ley de obediencia debida) – санкционисани током 1980-их – и даље су биле на снази. Ови правни елементи, популарно познати као „закони о амнестији”, ефикасно су блокирали истрагу хиљада случајева кршења људских права почињених у време последње диктатуре у земљи. Показано је да овај период аргентинске историје наглашава невољу у којој је живео лик Рикарда Моралеса, пошто је некажњивост коју су у то време уживали криминалци и кршиоци људских права попут Гомеза спречила Моралеса да га приведе пред лице правде: казнени систем би осудио Моралеса због његових прошлих поступака. У исто време, многи бивши мучитељи и убице током диктатуре – који су претходно били Гомезови пријатељи или партнери – били су слободни у то време и вероватно би се осветили Моралесу.
Године 2003. политичка клима се променила, а током администрације председника Нестора Киршнера, закони о „тачки” и „послушности”, заједно са помиловањем извршне власти, проглашени су ништавним, прво од стране Конгреса, а затим и од стране Врховног суда. Ове промене, које је промовисала влада 2005. године, омогућиле су судској власти да кривично гони и суди свим оркестраторима тероризма које је спонзорисала држава, укључујући и политички мотивисана кривична дела почињена између 1975. и 1983. године. Злочинима из тог периода још увек се суди.

## Продукција
Филм је рађен у аргентинско-шпанској копродукцији, а Кампанела се вратио из Сједињених Држава, где је режирао епизоде телевизијских серија Доктор Хаус и Ред и закон: Одељење за специјалне жртве, да би га режирао. Ово је била његова четврта сарадња са пријатељом глумцем Рикардом Дарином, који је претходно глумио у сва три Кампанелина аргентинска филма у главној улози. Чести сарадник Едуардо Бланко, међутим, није добио улогу у филму; улогу пријатеља Дариновог лика уместо њега игра комичар Гиљермо Франсеља.
Поред представљања одговарајуће атмосфере за Аргентину средином 1970-их, филм има запањујуће техничко достигнуће у стварању непрекидног петоминутног снимка (дизајнирао га је супервизор визуелних ефеката Родриго С. Томасо), који обухвата цео стадион током фудбалске утакмице уживо. Из стандардног снимка из ваздуха прилази се стадиону, зарања, прелази терен између играча усред утакмице и проналази протагониста у маси, а затим се кружно креће и прати га док се креће кроз трибине док не пронађе осумњиченог, грозничаво га јурећи пешке кроз мрачне просторије и ходнике испод трибина, да би се потера коначно завршила под рефлекторима на средини терена. Сцена је снимљена на стадиону фудбалског клуба Хуракан, и одузела је три месеца претпродукције, три дана снимања и девет месеци постпродукције. У снимању је учествовало две стотине статиста, а визуелни ефекти су створили пун стадион са скоро педесет хиљада навијача.

## Пријем
Филм је добио веома позитивне критике критичара, не само у Аргентини, већ и у иностранству. Тренутно има рејтинг одобравања од 89% на сајту Rotten Tomatoes, на основу 140 рецензија, и просечну оцену од 7,72/10. Критички консензус веб-сајта гласи: „Непредвидљива и богата симболиком, ова аргентинска мистерија са убиством оправдава свог Оскара са задивљујућим заплетом, сигурном режијом Хуана Хосеа Кампанеле и очаравајућом глумачком поставом.” На веб локацији Metacritic има оцену 80 од 100, на основу 36 рецензената, што указује на „генерално повољне критике”.

## Римејк
Амерички редитељ Били Реј је 2015. године написао и режирао римејк филма, такође назван Тајна у њиховим очима. У римејку су глумили Џулија Робертс, Никол Кидман, Чуетел Еџиофор, Дин Норис, Мајкл Кели и Алфред Молина. Филм је објавио STXfilms 20. новембра 2015. године. Критичари су га похвалили, али су га сматрали слабијим од оригинала.